# Henny Moan
Henny Elisabeth Moan (Alta, 22 febbraio 1936 – Bærum, 8 settembre 2024) è stata un'attrice norvegese.

## Filmografia parziale
- Nove vite (Ni liv), regia di Arne Skouen (1957)
- De dødes tjern, regia di Kåre Bergstrøm (1958)
- Klokker i måneskinn, regia di Kåre Bergstrøm (1964)

## Premi
- Premio Amanda
  - 2010: "Premio alla carriera"